# Marta Guerrero

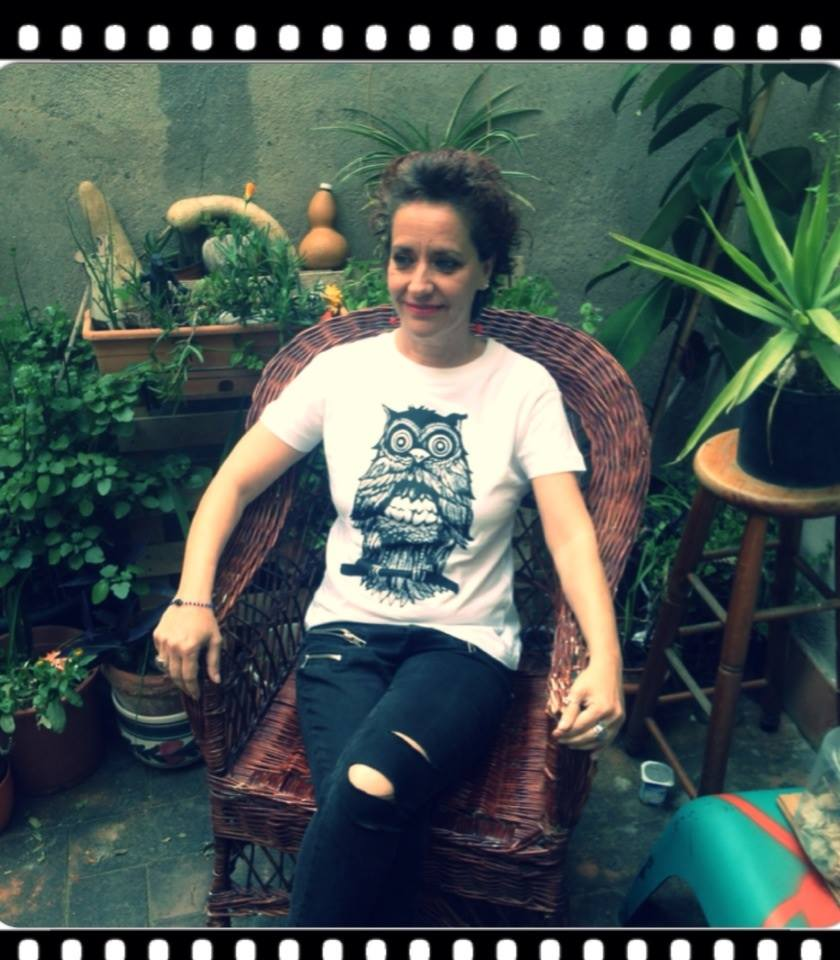
Retrato en el interior del Templo, cal San Françec, Barcelona 2016

Marta Guerrero García (Madrid, 28 de junio de 1965) es una ilustradora, diseñadora, colorista, rotulista y directora de animación española. Es considerada una de las grandes autoras de cómic de la década de los años 80.

## Trayectoria
Guerrero se formó artísticamente en Madrid, iniciándose en el cómic a través de fanzines como Aberración periodística y La Full en el Bull. Durante la década de los 80 realizó colaboraciones en cortos de cine, obras de teatro underground y escenografías, trabajando con artistas como, Jorge Berlinga, Javier Memba,  el director de cine Pedro Almodóvar o el pintor Ceesepe.
Se trasladó a Barcelona, donde comenzó su colaboración con la editorial La Cúpula y  su trabajo en la revista El Víbora, de carácter transgresor, en la que publicó como guionista y dibujante series como Los sonidos del morbo y Dolores sus Labores. Creó junto con Alfredo Pons y José Luis Galiano el personaje de Sarita, con el que publicaron cuatro volúmenes: Internas (colaboración como coguionista), Las aventuras de Sarita, Lumis y Cómplices. Su trabajo en esta revista le llevó a ser considerada como una de las grandes autoras de cómic de los años 80. Una década después, colaboró con la revista satírica de Ediciones B ¡¡Al Ataque!!.
Tras un período dedicada a diseño gráfico e ilustración, en 2006 publicó ...De ellas (De Ponent, 2006), proyecto que desarrolló con el apoyo del Instituto de la Mujer y que muestra una faceta más personal, con un estilo realista. En su última etapa profesional, combina la ilustración con la realización de talleres que promulgan el mundo del cómic, en Bibliotecas y centros de la Comunidad de Madrid.  
Participó en exposiciones colectivas como la itinerante "El cómic en la democracia española" (1975-2005), promovida por el Instituto Cervantes. Con esta institución ha realizado numerosas colaboraciones para la promulgación del español a través del cómic. .Brazil Inspiração en el 2017.  "El Víbora cómic para Supervivientes" en el MNAC, Museo Nacional de Arte de Catalunya, que adquirió una de sus obras expuestas de su personaje Dolores sus Labores.  
Participa en la exposición "Mujercitas del mundo entero uníos" en el centro de Archivo del Museo Reina Sofía, en el marco de Documenta23.    
Participa en la exposición itinerante en los Museos locales de la provincia de Barcelona del 2022 al 2024. "Cossos que parlen"  (autoras del  2010 /2022).    
Participa en la exposición itinerante organizada por la embajada de España en Hanoi, Vietnam y el Ministerio de Cultura 2022, " El mundo necesita super Heroínas", y sigue su itineraria en este país en el 2024/2025, en la ciudad de Ho Chi Ming y  Da Nano, respectivamente.     

## Reconocimientos
El 22 de noviembre de 2016, en la Real Academia de España en Roma, se inauguró la exposición Presentes: autoras de tebeo de ayer y de hoy comisariada por el Colectivo de Autoras de Cómic, en la que incluyen la vida y obra de Marta Guerrero como una de las mujeres importantes en el mundo del cómic en España.